# 居伊·帕姆兰
居伊·贝尔纳·帕姆兰（法語：Guy Bernard Parmelin，發音：[ɡi bɛʁnaʁ paʁməlɛ̃]；1959年11月9日—），瑞士政治人物，瑞士人民黨黨員，瑞士聯邦委員會委员。
居伊·帕姆兰本來從事葡萄栽培及貿易，到2003年當選為國民院議員。2015年12月9日，他在联邦议会中當選為下任瑞士聯邦委員會委員取代埃夫利娜·威德默-施倫普夫。2021年就任瑞士聯邦總統。

## 外部連結
- 居伊·帕姆兰的人物介绍见瑞士议会网站.

| 官衔                            | 官衔                                       | 官衔                       |
| ------------------------------- | ------------------------------------------ | -------------------------- |
| 前任者： 伊夫琳·威德默-施倫普夫 | 瑞士聯邦委員會委員 2016至今                | 現任                       |
| 前任者： 于利·毛雷爾            | 联邦防卫、公民保护与体育部部长 2016–2018年 | 繼任者： 薇奥拉·阿姆赫德   |
| 前任者： 約翰·施奈德-阿曼       | 联邦经济事务部部长 2019年至今              | 現任                       |
| 前任者： 西莫妮塔·索馬魯加      | 瑞士聯邦副總統 2020年                      | 繼任者： 伊尼亚齐奥·卡西斯 |
| 前任者： 西莫妮塔·索馬魯加      | 瑞士聯邦總統 2021年                        | 繼任者： 伊尼亚齐奥·卡西斯 |